# گیلیجان
گیلیجان (به لاتین: Gilidzhan) یک منطقهٔ مسکونی در جمهوری آرتساخ است که در استان کاشاتاق واقع شده‌است.